# Mezi mužem a ženou
Mezi mužem a ženou (v anglickém originále Conversations with Other Women) je americký dramatický film z roku 2005. Režisérem filmu je Hans Canosa. Hlavní role ve filmu ztvárnili Helena Bonham Carter, Aaron Eckhart, Yury Tsykun, Brian Geraghty a Brianna Brown. 

## Obsazení
| Helena Bonham Carter | žena               |
| Aaron Eckhart        | muž                |
| Yury Tsykun          | barman na svatbě   |
| Brian Geraghty       | ženich             |
| Brianna Brown        | nevěsta            |
| Thomas Lennon        | svatební kameraman |
| Erik Eidem           | mladý muž          |
| Nora Zehetner        | mladá žena         |
| Olivia Wildeová      | družička           |